# Aeropuerto de París-Orly
El Aeropuerto de París Orly (en francés: Aéroport de Paris-Orly), comúnmente conocido como Orly (IATA: ORY, OACI: LFPO), es un aeropuerto internacional ubicado parcialmente en Orly y parcialmente en Villeneuve-le-Roi, 13 km al sur de París, Francia.
Sirve como centro secundario para vuelos de Air France en los territorios nacionales y extranjeros y como base de operaciones de Transavia France. Los vuelos operan a destinos en Europa, Oriente Medio, África, el Caribe, América del Norte, América del Sur, Asia Oriental y Sudeste Asiático.
Antes de la apertura del aeropuerto Charles de Gaulle en marzo de 1974, Orly era el principal aeropuerto de París. Incluso con el cambio de la mayor parte del tráfico internacional al aeropuerto Charles de Gaulle, Orly sigue siendo el aeropuerto francés más ocupado para el tráfico nacional y el segundo aeropuerto francés más ocupado en general en el tráfico de pasajeros, con 33,120,685 pasajeros en 2018. El aeropuerto es operado por Groupe ADP bajo la marca Aéroports de Paris. Desde febrero de 2018, el CEO del aeropuerto ha sido Régis Lacote.

## Información
El aeropuerto de Orly es la segunda plataforma aeroportuaria de Francia tras el aeropuerto Charles de Gaulle, y el décimo aeropuerto europeo, con más de 210.000 desplazamientos al año. Dispone de tres pistas de aterrizaje. Aparte, cuenta también de una terminal de carga. Está gestionado por la sociedad Aéroports de Paris, autoridad portuaria encargada de la explotación de los aeropuertos parisinos. El aeropuerto fue víctima de un atentado terrorista hecho por el grupo independentista armenio ASALA o Ejército Secreto Armenio para la Liberación de Armenia, el 15 de julio de 1983, cuando pusieron varios explosivos en una maleta, explotando en el mostrador de documentación de Turkish Airlines poco después de las 14:00 de la tarde, dejando 8 muertos y 56 heridos. El atentado iba hacia Turkish Airlines. Sufrió otro atentado terrorista el 18 de marzo de 2017, a las 8:30 de la mañana, en la zona de embarque de la terminal sur, cuando Ziyed Ben Belgacem (hombre de 39 años, francés musulmán de origen magrebí) asaltó a una integrante de una patrulla de tres soldados de fuerza aérea cuando estaban patrullando el aeropuerto durante la Opération Sentinelle. Después la abatió contra el suelo y cogió su arma (un rifle) gritando: "Estoy aquí para morir por Alá". Más tarde fue tiroteado por los otros dos soldados. (Ver Ataque en Orly de 2017).

## Ubicación
El aeropuerto de Orly cubre 15.3 kilómetros cuadrados (5.9 millas cuadradas) de tierra. El área del aeropuerto, que incluye terminales y pistas de aterrizaje, abarca más de dos departamentos y siete comunas:
- Departamento de Essonne: comunas de Paray-Vieille-Poste (Terminal Oeste y mitad de la Terminal Sur), Wissous, Athis-Mons, Chilly-Mazarin, y Morangis;
- Departamento de Valle del Marne: comunas de Villeneuve-le-Roi y Orly (mitad de la Terminal Sur).

Sin embargo, la administración del aeropuerto está bajo la autoridad de Aéroports de Paris, que también administra el Aeropuerto de París-Charles de Gaulle, el Aeropuerto de París-Le Bourget y varios aeropuertos más pequeños en los suburbios de París.

## Terminales

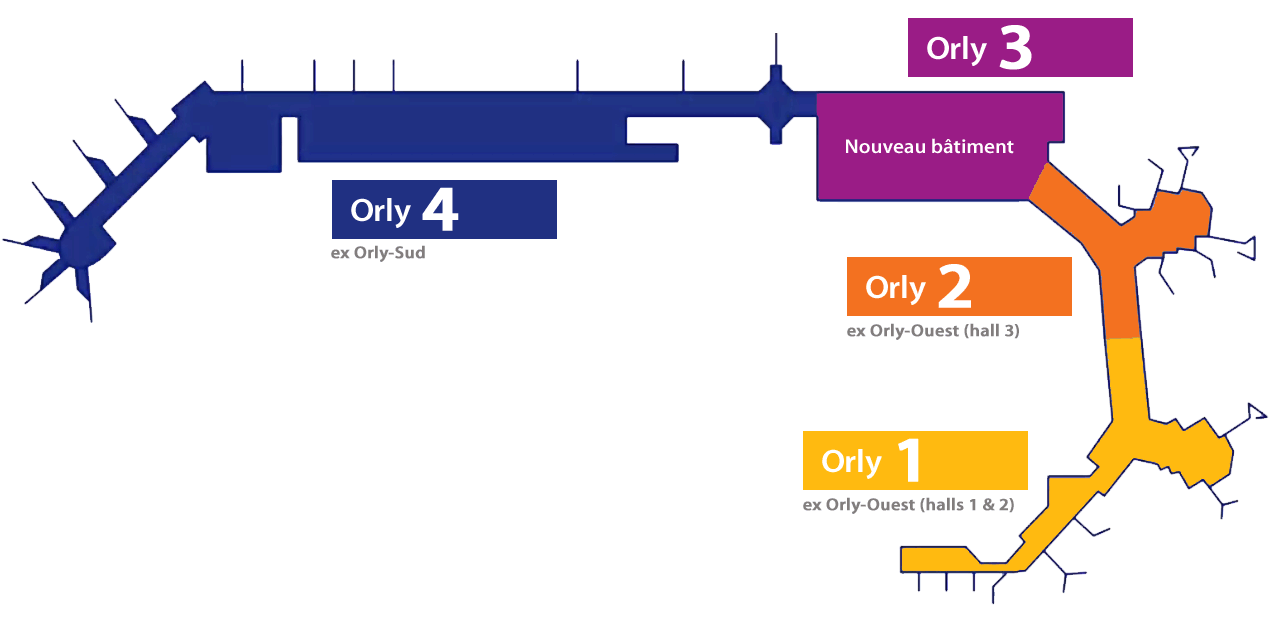
Mapa de las Terminales.

### Terminales 1 y 2
Conocida como la Terminal Oeste hasta marzo de 2019, estas dos Terminales consisten en dos pisos y un área de puertas de cuatro "dedos" en lugar de un diseño de estilo ladrillo. El nivel 0 presenta las instalaciones de arribos, incluidos 8 bandas de reclamo de equipaje, así como varias instalaciones de servicio y tiendas. El área de salidas se encuentra en el nivel 1 con más tiendas y restaurantes ubicados aquí. Esta área central de salidas está conectada a tres áreas de puertas divididas entre Orly 1 (puertas A y B) y Orly 2 (puertas C). 23 puestos en esta terminal están equipados con pasarelas de acceso a aeronaves, y varios de ellos también pueden manejar aviones de fuselaje ancho.

### Terminal 3
Inaugurada en abril de 2019, la Terminal 3 es un edificio de unión entre las Terminales 1, 2 y 4. La terminal permite a los clientes viajar entre todas las áreas del aeropuerto bajo un mismo techo. Incluye alrededor de 5,000 metros cuadrados de compras libres de impuestos junto con varios restaurantes y salones. Alberga las puertas D y E, con acceso directo a las puertas de salida Orly 4.

### Terminal 4
Anteriormente conocida como la Terminal Sur, este innovador edificio de la terminal de acero y vidrio de 1961 consta de seis pisos. Mientras que el nivel más bajo del sótano −1, así como los niveles superiores 2, 3 y 4 contienen solo algunas instalaciones de servicio, restaurantes y oficinas, el nivel 0 presenta las instalaciones de llegadas, así como varias tiendas y mostradores de servicio. El área de la zona de embarque y las puertas de salida se encuentran en el nivel superior 1. El área de espera, que también cuenta con varias tiendas, alberga las puertas E y F. 15 de las puertas de embarque de la terminal están equipadas con pasarelas de acceso a aeronaves, algunas de ellas pueden manejar aviones de fuselaje ancho.

## Aerolíneas y destinos

### Pasajeros

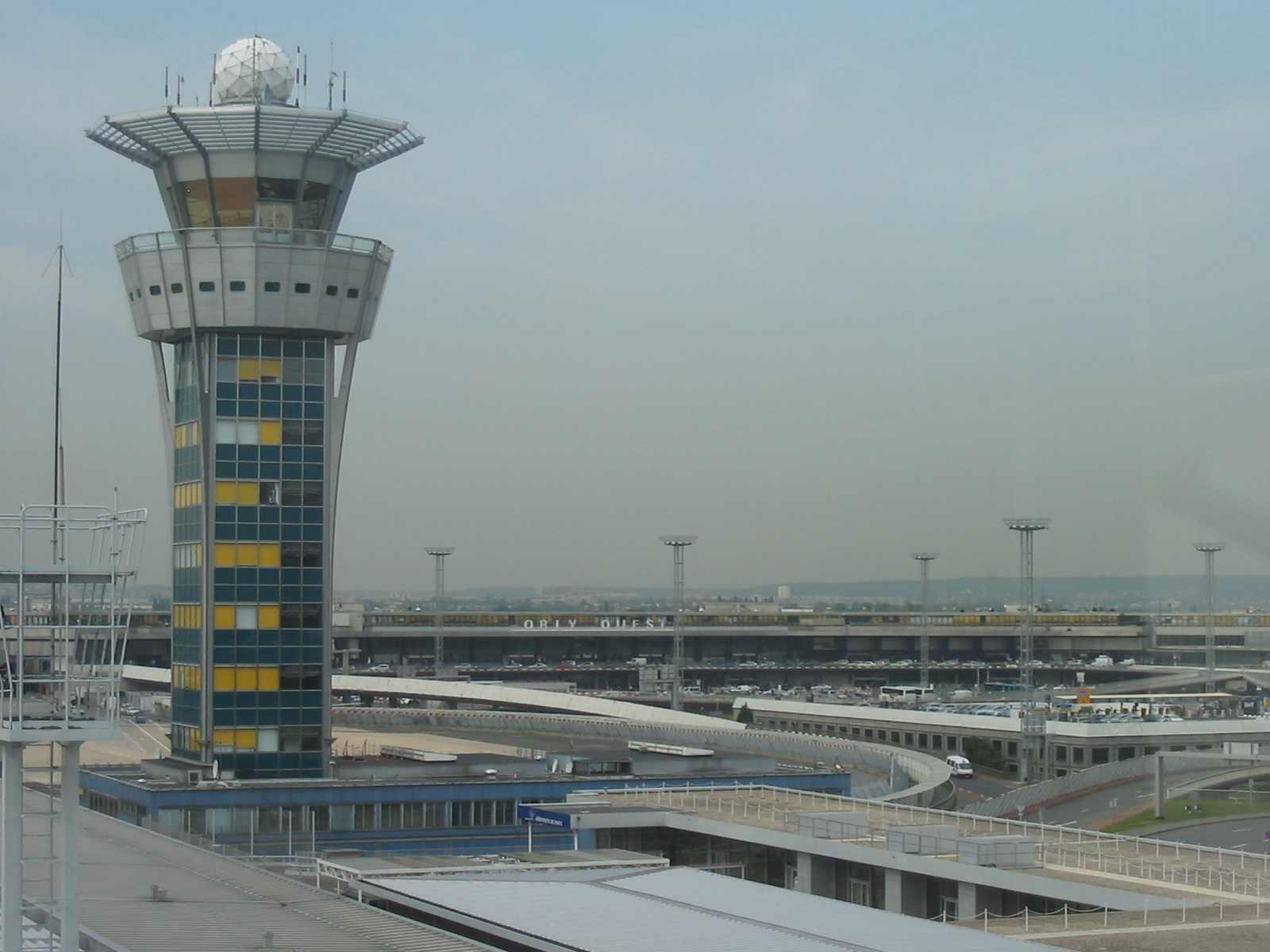
La torre de control, con la terminal Oeste al fondo.

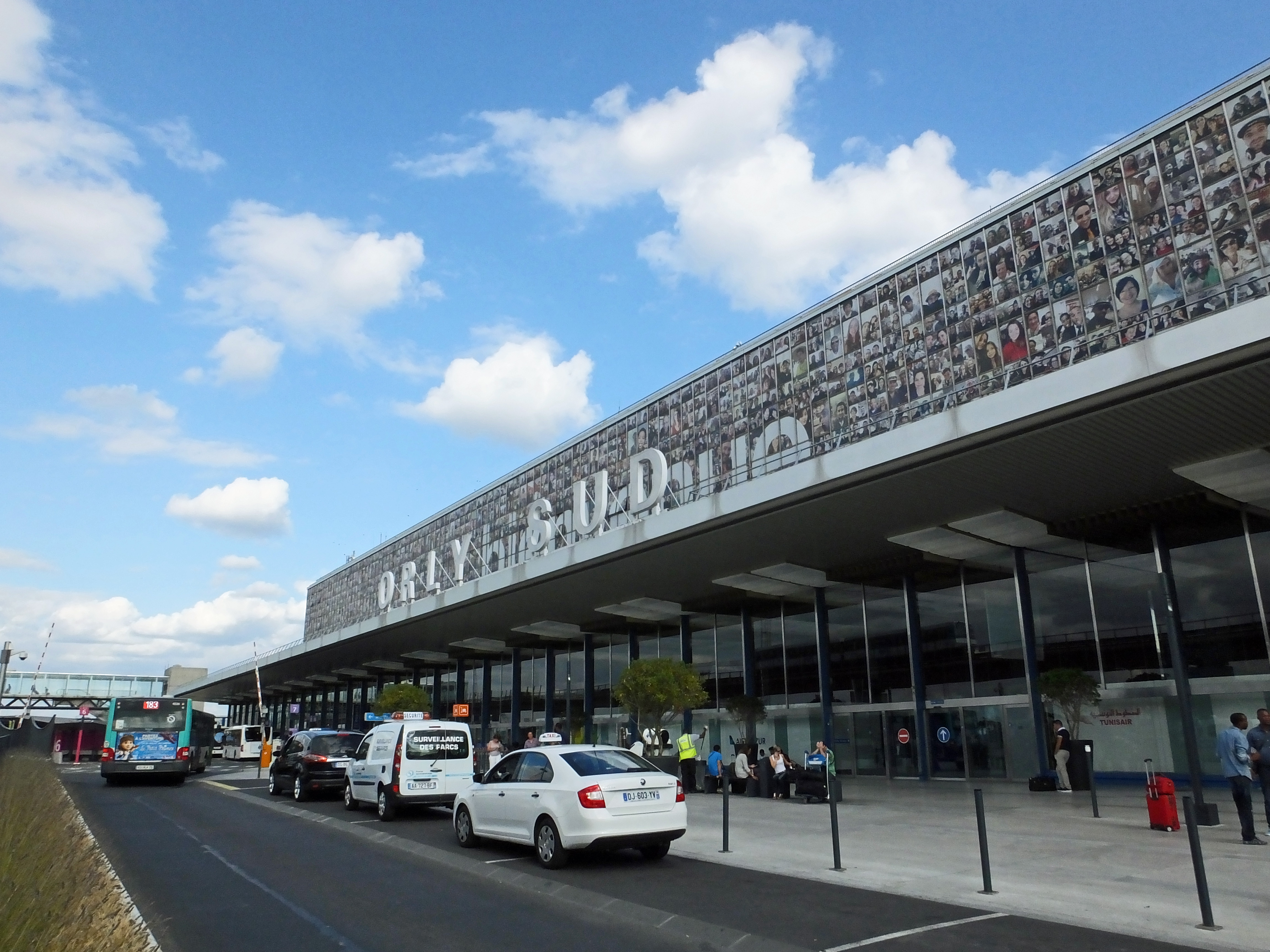
Terminal Sur

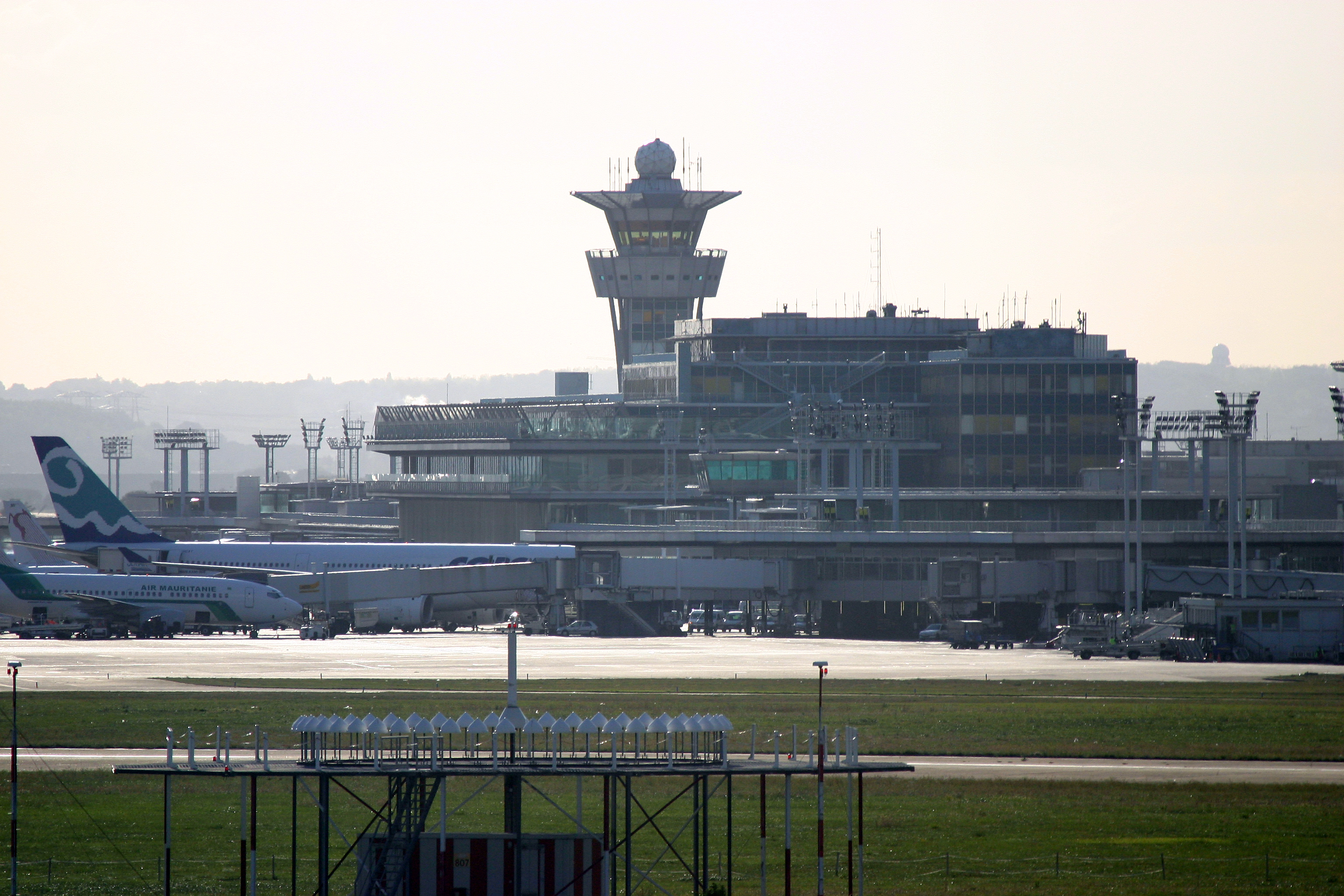
Terminal Sur

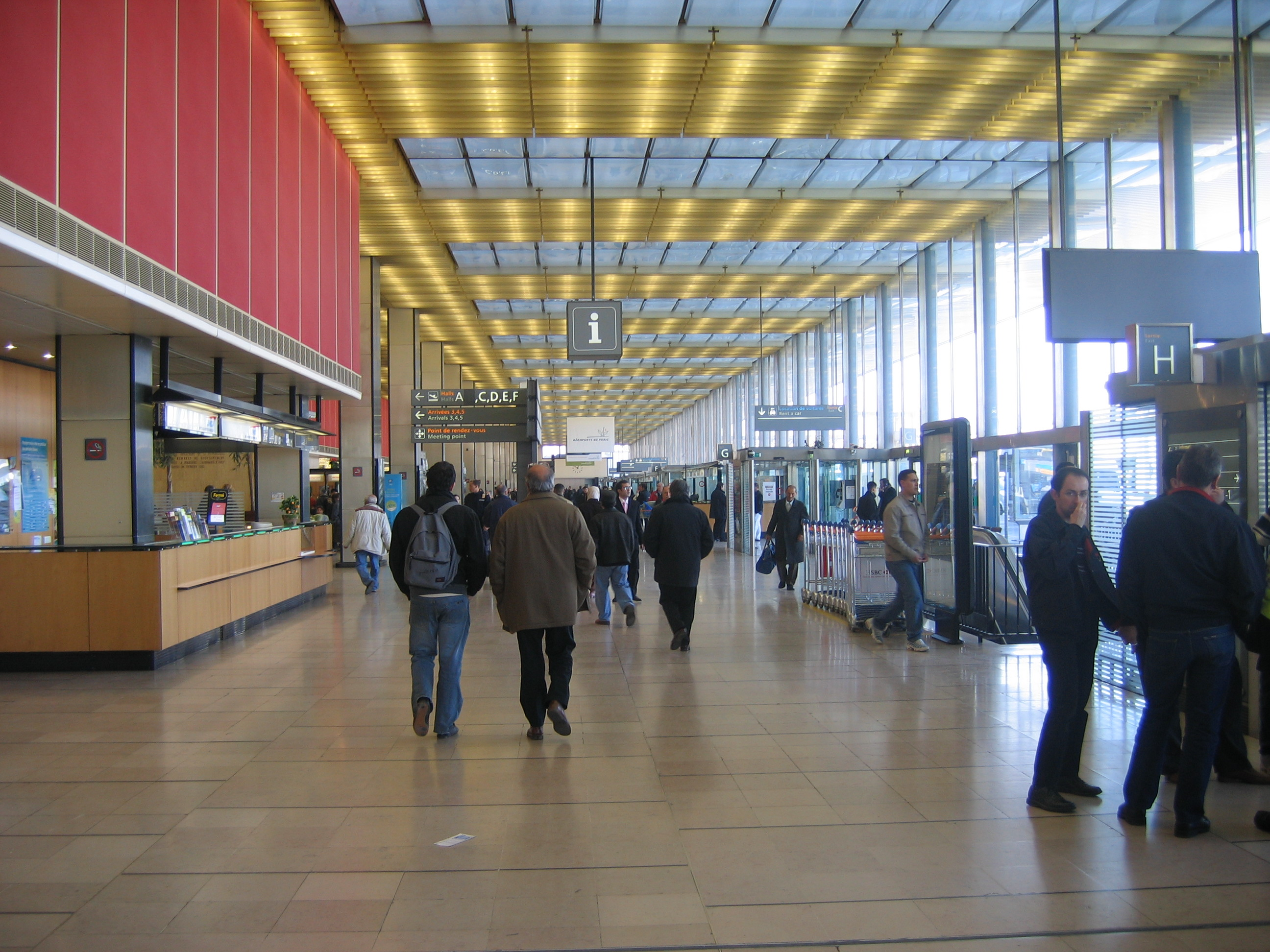
Interior de la Terminal Sur

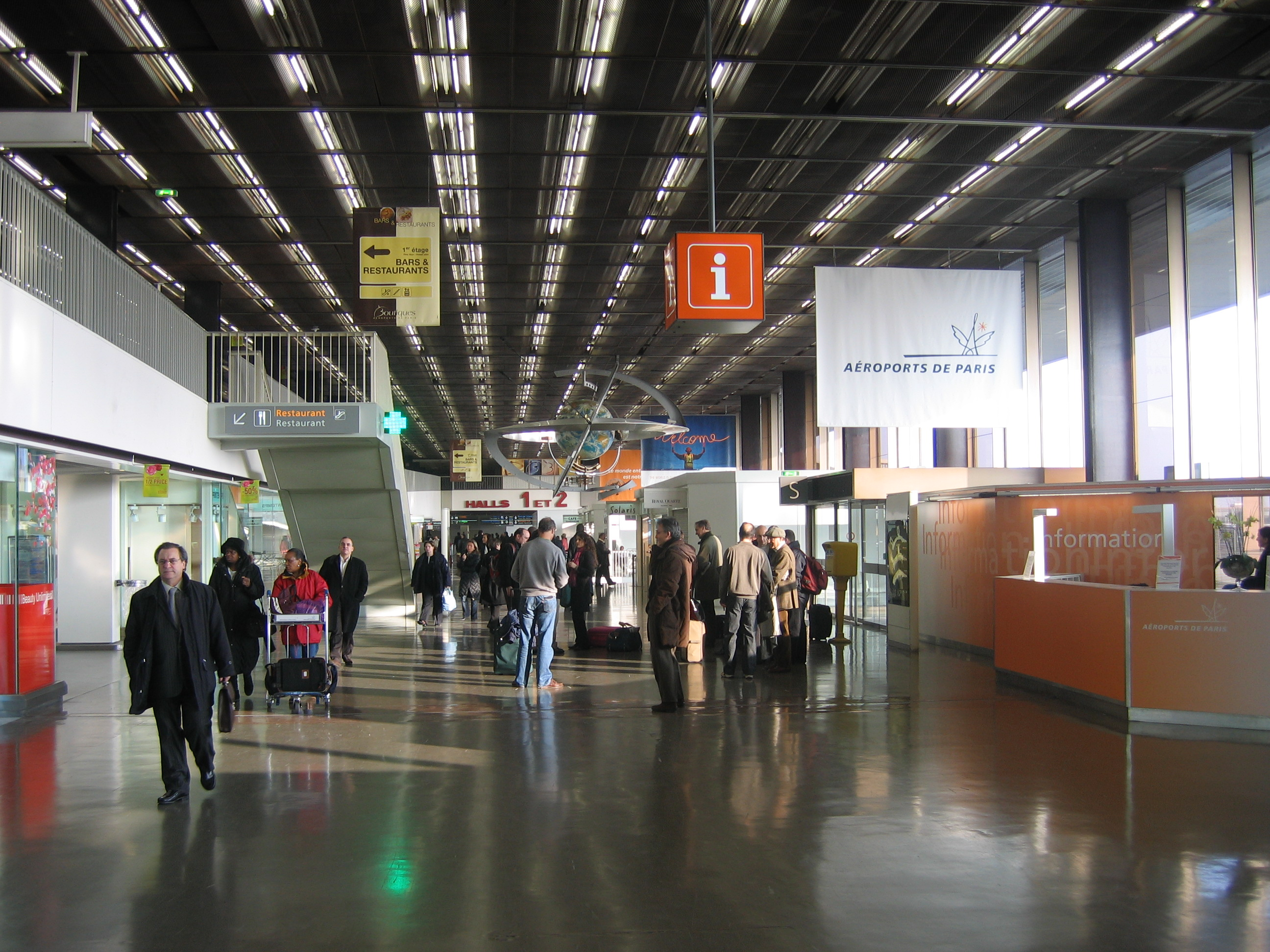
Interior de la Terminal Oeste

| Aerolíneas            | Destinos |
| --------------------- | --- |
| Air Algérie           | Annaba, Argel, Batna, Bejaia, Biskra, Constantina, Orán, Setif, Tremecén |
| Air Caraïbes          | Cancún, Cayena, Fort-de-France, Pointe-à-Pitre, Puerto Príncipe, Punta Cana, San Martín (reinicia el 12 de diciembre de 2025) San Salvador (Bahamas), Santo Domingo–Las Américas |
| Air Corsica           | Ajaccio, Bastia, Calvi, Figari |
| Air Europa            | Madrid, Palma de Mallorca |
| Air France            | Ajaccio, Argel, Bastia, Calvi, Figari, Fort-de-France, Marsella (finaliza el 28 de marzo de 2026), Niza (finaliza el 28 de marzo de 2026), Pointe-à-Pitre, Saint-Denis de la Réunion, Toulouse (finaliza el 28 de marzo de 2026) |
| Amelia International  | Brive, Pau |
| ASL Airlines France   | Argel |
| Azul Líneas Aéreas    | Estacional: Campinas |
| Chalair Aviation      | Aurillac, Castres |
| Corsair International | Abiyán, Antananarivo, Bamako, Cotonú, Dzaoudzi, Fort-de-France, Mauricio, Pointe-à-Pitre, Saint-Denis de la Réunion Estacional: Punta Cana |
| easyJet               | Berlín, Faro, Ginebra, Milán–Linate, Milán–Malpensa, Nápoles, Niza, Pisa, Reikiavik–Keflavík, Roma–Fiumicino, Toulouse, Venecia Estacional: Atenas, Bríndisi, Cagliari, Dubrovnik, Lamezia Terme, Olbia, Oporto, Palermo, Rodas, Sofía, Southampton, Split |
| French Bee            | Miami, Montreal–Trudeau, Newark, Papeete, Saint-Denis de la Réunion, San Francisco Estacional: Los Ángeles |
| Iberia                | Madrid |
| ITA Airways           | Milán–Linate |
| KM Malta Airlines     | Malta |
| La Compagnie          | Newark |
| LOT Polish Airlines   | Cracovia |
| Pegasus Airlines      | Estambul-Sabiha Gökçen |
| Royal Air Maroc       | Agadir, Casablanca, Fez, Marrakech, Rabat, Tánger, Uchda, Villa Cisneros |
| TAP Air Portugal      | Lisboa, Oporto |
| Transavia             | Agadir, Argel, Amán–Reina Alia, Ámsterdam, Atenas, Barcelona, Bergen, Beirut, Bejaia, Berlín, Biarritz, Brest, Budapest, Casablanca, Constantina, El Cairo, Copenhague, Dublín, Ereván, Esauira, Estambul, Estocolmo–Arlanda, Faro, Fuerteventura, Gran Canaria, Lanzarote, Lisboa, Liubliana, Madrid, Málaga, Malta, Marrakech, Marsella (inicia el 29 de marzo de 2026), Medina (inicia el 29 de octubre de 2025), Monastir, Montpellier, Múnich, Nador, Nápoles, Niza (inicia el 29 de marzo de 2026), Oporto, Orán, Palermo, Palma de Mallorca, Perpiñán, Praga, Rabat, Reikiavik–Keflavík, Roma–Fiumicino, Setif, Sevilla, Tallinn, Tánger, Tiflis, Tel Aviv, Tenerife–Sur, Tirana, Tremecén, Tolón, Toulouse (inicia el 29 de marzo de 2026), Tozeur, Túnez, Uchda, Valencia, Viena, Villa Cisneros, Yeda, Yerba Estacional: Alicante, Ankara, Antalya, Bari, Boa Vista, Bodrum, Bríndisi, Cagliari, Catania, Cefalonia, Chisináu, Comiso, Corfú, Cos, Dubrovnik, Edimburgo, Er-Rachidía, Esmirna, Fez, Funchal, Heraclión, Hurgada, Ibiza, Ivalo, Kalamata, Kittilä, La Canea, Lamezia Terme, Lárnaca, Luleå, Luxor, Menorca, Miconos, Milán–Malpensa, Olbia, Podgorica, Préveza, Salónica, Rodas, Rovaniemi, Santorini, São Vicente, Scíathos, Sfax, Sofía, Split, Tivat, Tromsø, Uarzazat, Varna |
| TUI fly Belgium       | Estacional: Agadir, Casablanca, Marrakech, Rabat, Uchda |
| Tunisair              | Monastir, Sfax, Túnez, Yerba |
| Twin Jet              | Le Puy |
| Volotea               | Ancona, Bilbao, Génova, Lourdes, Rodez–Aveyron, Turín, Verona Estacional: Alguer, Olbia |
| Vueling               | Asturias, Barcelona, Bilbao, Bolonia, Copenhague, Dublín, El Cairo, Florencia, Fuerteventura, Lanzarote, Lisboa, Londres-Gatwick, Londres–Heathrow, Málaga, Marrakech, Oporto, Palma de Mallorca, Praga, Roma–Fiumicino, Tánger, Tenerife–Sur, Valencia Estacional: Agadir, Alicante, Ivalo, Luleå, Menorca, Reus, Salerno |
| Wizz Air              | Budapest, Roma–Fiumicino, Varsovia–Chopin |

### Destinos nacionales
| Ajaccio            | Aeropuerto de Ajaccio-Napoleón Bonaparte    | Air Corsica / Air France                                                                                  |
| Aurillac           | Aeropuerto de Aurillac – Tronquières        | Chalair Aviation                                                                                          |
| Bastia             | Aeropuerto de Bastia-Poretta                | Air Corsica / Air France                                                                                  |
| Biarritz           | Aeropuerto de Biarritz–País Vasco           | Transavia                                                                                                 |
| Brest              | Aeropuerto de Brest-Bretagne                | Transavia                                                                                                 |
| Brive-la-Gaillarde | Aeropuerto de Brive–Souillac                | Amelia International                                                                                      |
| Calvi              | Aeropuerto de Calvi Sainte-Catherine        | Air Corsica / Air France                                                                                  |
| Castres            | Aeropuerto de Castres–Mazamet               | Chalair Aviation                                                                                          |
| Figari             | Aeropuerto de Figari Sud-Corse              | Air Corsica / Air France                                                                                  |
| Le Puy-en-Velay    | Aeropuerto de Le Puy – Loudes               | Twin Jet                                                                                                  |
| Lourdes/Tarbes     | Aeropuerto de Tarbes-Lourdes-Pirineos       | Volotea                                                                                                   |
| Marsella           | Aeropuerto de Marsella-Provenza             | Air France (finaliza el 28 de marzo de 2026) / Transavia (inicia el 29 de marzo de 2026)                  |
| Montpellier        | Aeropuerto de Montpellier-Méditerranée      | Transavia                                                                                                 |
| Niza               | Aeropuerto Internacional de Niza-Costa Azul | Air France (finaliza el 28 de marzo de 2026) / easyJet Europe / Transavia (inicia el 29 de marzo de 2026) |
| Pau                | Aeropuerto de Pau-Pirineos                  | Amelia International                                                                                      |
| Perpiñán           | Aeropuerto de Perpiñán-Rivesaltes           | Transavia                                                                                                 |
| Rodez              | Aeropuerto de Rodez-Marcillac               | Volotea                                                                                                   |
| Tolón              | Aeropuerto de Toulon-Hyères                 | Transavia                                                                                                 |
| Toulouse           | Aeropuerto de Toulouse-Blagnac              | Air France (finaliza el 28 de marzo de 2026) / easyJet Europe / Transavia (inicia el 29 de marzo de 2026) |

### Destinos internacionales
| Ciudad                              | Nombre del aeropuerto                                           | Aerolíneas                                                                        |        |        |        |
| África                              | África                                                          | África                                                                            | África | África | África |
| ----------------------------------- | --------------------------------------------------------------- | --------------------------------------------------------------------------------- | ------ | ------ | ------ |
| Benín                               |                                                                 |                                                                                   |        |        |        |
| Cotonú                              | Aeropuerto de Cotonú-Cadjehoun                                  | Corsair International                                                             |        |        |        |
| Cabo Verde                          |                                                                 |                                                                                   |        |        |        |
| Boa Vista                           | Aeropuerto Internacional Aristides Pereira                      | Transavia (Estacional)                                                            |        |        |        |
| São Vicente                         | Aeropuerto Internacional Cesária Évora                          | Transavia (Estacional)                                                            |        |        |        |
| Costa de Marfil                     |                                                                 |                                                                                   |        |        |        |
| Abiyán                              | Aeropuerto Port Bouet                                           | Corsair International                                                             |        |        |        |
| Argelia                             |                                                                 |                                                                                   |        |        |        |
| Annaba                              | Aeropuerto de Annaba - Rabah Bitat                              | Air Algérie                                                                       |        |        |        |
| Argel                               | Aeropuerto Internacional Houari Boumedienne                     | Air Algérie / Air France / ASL Airlines France / Transavia                        |        |        |        |
| Batna                               | Aeropuerto Mostépha Ben Boulaid                                 | Air Algérie                                                                       |        |        |        |
| Bejaia                              | Aeropuerto Abane Ramdane                                        | Air Algérie / Transavia                                                           |        |        |        |
| Biskra                              | Aeropuerto de Biskra                                            | Air Algérie                                                                       |        |        |        |
| Constantina                         | Aeropuerto Internacional Mohamed Boudiaf                        | Air Algérie / Transavia                                                           |        |        |        |
| Orán                                | Aeropuerto de Orán Es Sénia                                     | Air Algérie / Transavia                                                           |        |        |        |
| Sétif                               | Aeropuerto Ain Arnat                                            | Air Algérie / Transavia                                                           |        |        |        |
| Tremecén                            | Aeropuerto Zenata                                               | Air Algérie / Transavia                                                           |        |        |        |
| Egipto                              |                                                                 |                                                                                   |        |        |        |
| El Cairo                            | Aeropuerto Internacional de El Cairo                            | Transavia / Vueling                                                               |        |        |        |
| Hurgada                             | Aeropuerto Internacional de Hurghada                            | Transavia                                                                         |        |        |        |
| Luxor                               | Aeropuerto Internacional de Luxor                               | Transavia (Estacional)                                                            |        |        |        |
| Mali                                |                                                                 |                                                                                   |        |        |        |
| Bamako                              | Aeropuerto Internacional de Bamako-Sénou                        | Corsair International                                                             |        |        |        |
| Marruecos                           |                                                                 |                                                                                   |        |        |        |
| Agadir                              | Aeropuerto de Agadir-Al Massira                                 | Royal Air Maroc / Transavia / TUI fly Belgium (Estacional) / Vueling (Estacional) |        |        |        |
| Casablanca                          | Aeropuerto Internacional Mohammed V                             | Royal Air Maroc / Transavia / TUI fly Belgium (Estacional)                        |        |        |        |
| Er-Rachidía                         | Aeropuerto Moulay Ali Cherif                                    | Transavia(Estacional)                                                             |        |        |        |
| Esauira                             | Aeropuerto de Esauira-Mogador                                   | Transavia                                                                         |        |        |        |
| Fez                                 | Aeropuerto de Fez-Saïss                                         | Royal Air Maroc / Transavia (Estacional)                                          |        |        |        |
| Marrakech                           | Aeropuerto de Marrakech-Menara                                  | Royal Air Maroc / Transavia / TUI fly Belgium (Estacional) / Vueling              |        |        |        |
| Nador                               | Aeropuerto Internacional de Nador                               | Transavia                                                                         |        |        |        |
| Rabat                               | Aeropuerto de Rabat-Salé                                        | Royal Air Maroc / Transavia / TUI fly Belgium (Estacional)                        |        |        |        |
| Tánger                              | Aeropuerto de Tánger-Ibn Battuta                                | Royal Air Maroc / Transavia / Vueling                                             |        |        |        |
| Uarzazat                            | Aeropuerto de Uarzazat                                          | Transavia (Estacional)                                                            |        |        |        |
| Uchda                               | Aeropuerto de Uchda Angads                                      | Royal Air Maroc / Transavia / TUI fly Belgium (Estacional)                        |        |        |        |
| Villa Cisneros                      | Aeropuerto de Villa Cisneros                                    | Royal Air Maroc / Transavia (Estacional)                                          |        |        |        |
| Madagascar                          |                                                                 |                                                                                   |        |        |        |
| Antananarivo                        | Aeropuerto Internacional Ivato                                  | Corsair International                                                             |        |        |        |
| Mauricio                            |                                                                 |                                                                                   |        |        |        |
| Port Louis                          | Aeropuerto Internacional Sir Seewoosagur Ramgoolam              | Corsair International                                                             |        |        |        |
| Mayotte                             |                                                                 |                                                                                   |        |        |        |
| Dzaoudzi                            | Aeropuerto Internacional de Dzaoudzi Pamandzi                   | Corsair International                                                             |        |        |        |
| Reunión                             |                                                                 |                                                                                   |        |        |        |
| Saint Denis                         | Aeropuerto de Saint Denis-Roland Garros                         | Air France / Corsair International / French Bee                                   |        |        |        |
| Túnez                               |                                                                 |                                                                                   |        |        |        |
| Monastir                            | Aeropuerto Internacional de Monastir-Habib Bourguiba            | Transavia / Tunisair                                                              |        |        |        |
| Sfax                                | Aeropuerto Internacional de Sfax–Thyna                          | Transavia / Tunisair                                                              |        |        |        |
| Tozeur                              | Aeropuerto Internacional de Tozeur-Nefta                        | Transavia                                                                         |        |        |        |
| Túnez                               | Aeropuerto Internacional de Túnez-Cartago                       | Transavia / Tunisair                                                              |        |        |        |
| Yerba                               | Aeropuerto Internacional de Yerba-Zarzis                        | Transavia / Tunisair                                                              |        |        |        |
| Norteamérica                        |                                                                 |                                                                                   |        |        |        |
| Canadá                              |                                                                 |                                                                                   |        |        |        |
| Montreal                            | Aeropuerto Internacional Pierre Elliott Trudeau                 | French Bee                                                                        |        |        |        |
| Estados Unidos                      |                                                                 |                                                                                   |        |        |        |
| Los Ángeles                         | Aeropuerto Internacional de Los Ángeles                         | French Bee (Estacional)                                                           |        |        |        |
| Miami                               | Aeropuerto Internacional de Miami                               | French Bee (Estacional)                                                           |        |        |        |
| Newark                              | Aeropuerto Internacional Libertad de Newark                     | French Bee / La Compagnie                                                         |        |        |        |
| San Francisco                       | Aeropuerto Internacional de San Francisco                       | French Bee                                                                        |        |        |        |
| México                              |                                                                 |                                                                                   |        |        |        |
| Cancún                              | Aeropuerto Internacional de Cancún                              | Air Caraïbes                                                                      |        |        |        |
| Centroamérica y El Caribe           |                                                                 |                                                                                   |        |        |        |
| Bahamas                             |                                                                 |                                                                                   |        |        |        |
| San Salvador                        | Aeropuerto de San Salvador                                      | Air Caraïbes                                                                      |        |        |        |
| Guadalupe                           |                                                                 |                                                                                   |        |        |        |
| Pointe-à-Pitre                      | Aeropuerto Internacional de Pointe-à-Pitre                      | Air Caraïbes / Air France / Corsair International                                 |        |        |        |
| Haití                               |                                                                 |                                                                                   |        |        |        |
| Puerto Príncipe                     | Aeropuerto Internacional Toussaint Louverture                   | Air Caraïbes                                                                      |        |        |        |
| Martinica                           |                                                                 |                                                                                   |        |        |        |
| Fort-de-France                      | Aeropuerto Internacional de Martinica Aimé Césaire              | Air Caraïbes / Air France / Corsair International                                 |        |        |        |
| República Dominicana                |                                                                 |                                                                                   |        |        |        |
| Punta Cana                          | Aeropuerto Internacional de Punta Cana                          | Air Caraïbes / Corsair International                                              |        |        |        |
| Santo Domingo                       | Aeropuerto Internacional Las Américas                           | Air Caraïbes                                                                      |        |        |        |
| San Martín (1 destino, 1 aerolínea) |                                                                 |                                                                                   |        |        |        |
| Philipsburg                         | Aeropuerto Internacional Princesa Juliana                       | Air Caraïbes (reinicia el 12 de diciembre de 2025)                                |        |        |        |
| Sudamérica                          |                                                                 |                                                                                   |        |        |        |
| Brasil                              |                                                                 |                                                                                   |        |        |        |
| Campinas                            | Aeropuerto Internacional de Campinas                            | Azul Líneas Aéreas (Estacional)                                                   |        |        |        |
| Guayana Francesa                    |                                                                 |                                                                                   |        |        |        |
| Cayena                              | Aeropuerto de Cayenne-Rochambeau                                | Air Caraïbes                                                                      |        |        |        |
| Asia                                |                                                                 |                                                                                   |        |        |        |
| Arabia Saudita                      |                                                                 |                                                                                   |        |        |        |
| Medina                              | Aeropuerto Príncipe Mohammad Bin Abdulaziz                      | Transavia (inicia el 29 de octubre de 2025)                                       |        |        |        |
| Yeda                                | Aeropuerto Internacional Rey Abdulaziz                          | Transavia                                                                         |        |        |        |
| Georgia                             |                                                                 |                                                                                   |        |        |        |
| Tiflis                              | Aeropuerto Internacional de Tiflis                              | Transavia                                                                         |        |        |        |
| Israel                              |                                                                 |                                                                                   |        |        |        |
| Tel Aviv                            | Aeropuerto Internacional Ben Gurión                             | Transavia                                                                         |        |        |        |
| Jordania                            |                                                                 |                                                                                   |        |        |        |
| Amán                                | Aeropuerto Internacional de la Reina Alia                       | Transavia (Estacional)                                                            |        |        |        |
| Líbano                              |                                                                 |                                                                                   |        |        |        |
| Beirut                              | Aeropuerto Internacional Rafic Hariri                           | Transavia                                                                         |        |        |        |
| Turquía                             |                                                                 |                                                                                   |        |        |        |
| Ankara                              | Aeropuerto Internacional Esenboğa                               | Transavia (Estacional)                                                            |        |        |        |
| Antalya                             | Aeropuerto de Antalya                                           | Transavia (Estacional)                                                            |        |        |        |
| Bodrum                              | Aeropuerto de Milas-Bodrum                                      | Transavia (Estacional)                                                            |        |        |        |
| Esmirna                             | Aeropuerto de Esmirna-Adnan Menderes                            | Transavia (Estacional)                                                            |        |        |        |
| Estambul                            | Aeropuerto de Estambul                                          | Transavia                                                                         |        |        |        |
| Estambul                            | Aeropuerto Internacional Sabiha Gökçen                          | Pegasus Airlines                                                                  |        |        |        |
| Europa                              |                                                                 |                                                                                   |        |        |        |
| Albania                             |                                                                 |                                                                                   |        |        |        |
| Tirana                              | Aeropuerto Internacional Madre Teresa                           | Transavia (Estacional)                                                            |        |        |        |
| Armenia                             |                                                                 |                                                                                   |        |        |        |
| Ereván                              | Aeropuerto Internacional de Zvartnots                           | Transavia                                                                         |        |        |        |
| Alemania                            |                                                                 |                                                                                   |        |        |        |
| Berlín                              | Aeropuerto de Berlín-Brandeburgo Willy Brandt                   | easyJet Europe / Transavia                                                        |        |        |        |
| Múnich                              | Aeropuerto Internacional de Múnich-Franz Josef Strauss          | Transavia                                                                         |        |        |        |
| Austria                             |                                                                 |                                                                                   |        |        |        |
| Viena                               | Aeropuerto de Viena-Schwechat                                   | Transavia                                                                         |        |        |        |
| Bulgaria                            |                                                                 |                                                                                   |        |        |        |
| Sofía                               | Aeropuerto de Sofía                                             | easyJet Europe (Estacional) / Transavia (Estacional)                              |        |        |        |
| Varna                               | Aeropuerto de Varna                                             | Transavia (Estacional)                                                            |        |        |        |
| Chipre                              |                                                                 |                                                                                   |        |        |        |
| Lárnaca                             | Aeropuerto Internacional de Lárnaca                             | Transavia (Estacional)                                                            |        |        |        |
| Croacia                             |                                                                 |                                                                                   |        |        |        |
| Dubrovnik                           | Aeropuerto de Dubrovnik                                         | easyJet Europe (Estacional) / Transavia (Estacional)                              |        |        |        |
| Split                               | Aeropuerto de Split                                             | easyJet Europe (Estacional) / Transavia (Estacional)                              |        |        |        |
| Dinamarca                           |                                                                 |                                                                                   |        |        |        |
| Copenhague                          | Aeropuerto de Copenhague-Kastrup                                | Transavia / Vueling                                                               |        |        |        |
| Eslovenia                           |                                                                 |                                                                                   |        |        |        |
| Liubliana                           | Aeropuerto de Liubliana                                         | Transavia                                                                         |        |        |        |
| España                              |                                                                 |                                                                                   |        |        |        |
| Alicante                            | Aeropuerto de Alicante-Elche                                    | Transavia (Estacional) / Vueling (Estacional)                                     |        |        |        |
| Asturias                            | Aeropuerto de Asturias                                          | Vueling                                                                           |        |        |        |
| Barcelona                           | Aeropuerto Josep Tarradellas Barcelona-El Prat                  | Transavia / Vueling                                                               |        |        |        |
| Bilbao                              | Aeropuerto de Bilbao                                            | Volotea / Vueling                                                                 |        |        |        |
| Ibiza                               | Aeropuerto de Ibiza                                             | Transavia (Estacional)                                                            |        |        |        |
| Fuerteventura                       | Aeropuerto de Fuerteventura                                     | Transavia / Vueling                                                               |        |        |        |
| Gran Canaria                        | Aeropuerto de Gran Canaria                                      | Transavia                                                                         |        |        |        |
| Lanzarote                           | Aeropuerto César Manrique Lanzarote                             | Transavia / Vueling                                                               |        |        |        |
| Madrid                              | Aeropuerto Adolfo Suárez Madrid-Barajas                         | Air Europa / Iberia / Transavia                                                   |        |        |        |
| Málaga                              | Aeropuerto de Málaga-Costa del Sol                              | Transavia / Vueling                                                               |        |        |        |
| Menorca                             | Aeropuerto de Menorca                                           | Transavia (Estacional) / Vueling (Estacional)                                     |        |        |        |
| Palma de Mallorca                   | Aeropuerto de Palma de Mallorca                                 | Air Europa / Transavia / Vueling                                                  |        |        |        |
| Reus                                | Aeropuerto de Reus                                              | Vueling                                                                           |        |        |        |
| Sevilla                             | Aeropuerto de Sevilla                                           | Transavia                                                                         |        |        |        |
| Tenerife                            | Aeropuerto de Tenerife Sur                                      | Transavia / Vueling                                                               |        |        |        |
| Valencia                            | Aeropuerto de Valencia                                          | Transavia / Vueling                                                               |        |        |        |
| Estonia                             |                                                                 |                                                                                   |        |        |        |
| Tallinn                             | Aeropuerto de Tallin                                            | Transavia                                                                         |        |        |        |
| Finlandia                           |                                                                 |                                                                                   |        |        |        |
| Ivalo                               | Aeropuerto de Ivalo                                             | Transavia (Estacional) / Vueling (Estacional)                                     |        |        |        |
| Kittilä                             | Aeropuerto de Kittilä                                           | Transavia (Estacional)                                                            |        |        |        |
| Rovaniemi                           | Aeropuerto de Rovaniemi                                         | Transavia (Estacional)                                                            |        |        |        |
| Grecia                              |                                                                 |                                                                                   |        |        |        |
| Atenas                              | Aeropuerto Internacional Eleftherios Venizelos                  | easyJet Europe (Estacional) / Transavia                                           |        |        |        |
| Cefalonia                           | Aeropuerto Internacional de Cefalonia                           | Transavia (Estacional)                                                            |        |        |        |
| Corfú                               | Aeropuerto Internacional de Corfú-Ioannis Kapodistrias          | Transavia (Estacional)                                                            |        |        |        |
| Cos                                 | Aeropuerto Internacional de Kos-Hipócrates                      | Transavia (Estacional)                                                            |        |        |        |
| Heraclión                           | Aeropuerto Internacional de Heraclión Nikos Kazantzakis         | Transavia (Estacional)                                                            |        |        |        |
| Kalamata                            | Aeropuerto de Kalamata                                          | Transavia (Estacional)                                                            |        |        |        |
| La Canea                            | Aeropuerto Internacional de La Canea                            | Transavia (Estacional)                                                            |        |        |        |
| Miconos                             | Aeropuerto Nacional de Míconos                                  | Transavia (Estacional)                                                            |        |        |        |
| Préveza                             | Aeropueto Nacional Aktion                                       | Transavia (Estacional)                                                            |        |        |        |
| Rodas                               | Aeropuerto Internacional de Rodas-Diágoras                      | easyJet Europe (Estacional) / Transavia (Estacional)                              |        |        |        |
| Salónica                            | Aeropuerto Internacional Macedonia                              | Transavia (Estacional)                                                            |        |        |        |
| Santorini                           | Aeropuerto Nacional de Santorini (Thira)                        | Transavia (Estacional)                                                            |        |        |        |
| Scíathos                            | Aeropuerto Internacional de Scíathos - Alexandros Papadiamantis | Transavia                                                                         |        |        |        |
| Hungría                             |                                                                 |                                                                                   |        |        |        |
| Budapest                            | Aeropuerto de Budapest-Ferenc Liszt                             | Transavia / Wizz Air                                                              |        |        |        |
| Irlanda                             |                                                                 |                                                                                   |        |        |        |
| Dublín                              | Aeropuerto de Dublín                                            | Transavia / Vueling                                                               |        |        |        |
| Islandia                            |                                                                 |                                                                                   |        |        |        |
| Reikiavik                           | Aeropuerto Internacional de Keflavík                            | easyJet Europe / Transavia                                                        |        |        |        |
| Italia                              |                                                                 |                                                                                   |        |        |        |
| Alguer                              | Aeropuerto de Alguer-Fertilia                                   | Volotea (Estacional)                                                              |        |        |        |
| Ancona                              | Aeropuerto de Ancona-Falconara                                  | Volotea                                                                           |        |        |        |
| Bari                                | Aeropuerto de Bari-Palese                                       | Transavia (Estacional)                                                            |        |        |        |
| Bolonia                             | Aeropuerto de Bolonia                                           | Vueling                                                                           |        |        |        |
| Bríndisi                            | Aeropuerto de Brindisi                                          | easyJet Europe (Estacional) / Transavia (Estacional)                              |        |        |        |
| Cagliari                            | Aeropuerto de Cagliari-Elmas                                    | easyJet Europe (Estacional) / Transavia (Estacional)                              |        |        |        |
| Catania                             | Aeropuerto de Catania-Fontanarossa                              | Transavia (Estacional)                                                            |        |        |        |
| Comiso                              | Aeropuerto de Comiso                                            | Transavia (Estacional)                                                            |        |        |        |
| Florencia                           | Aeropuerto de Florencia                                         | Vueling                                                                           |        |        |        |
| Génova                              | Aeropuerto de Génova                                            | Volotea                                                                           |        |        |        |
| Lamezia Terme                       | Aeropuerto Internacional de Lamezia Terme                       | easyJet Europe (Estacional) / Transavia (Estacional)                              |        |        |        |
| Olbia                               | Aeropuerto de Olbia-Costa Smeralda                              | easyJet Europe (Estacional) / Transavia (Estacional) / Volotea (Estacional)       |        |        |        |
| Milán                               | Aeropuerto de Milán-Linate                                      | easyJet Europe / ITA Airways                                                      |        |        |        |
| Milán                               | Aeropuerto de Milán-Malpensa                                    | easyJet Europe / Transavia (Estacional)                                           |        |        |        |
| Nápoles                             | Aeropuerto de Nápoles-Capodichino                               | easyJet Europe / Transavia                                                        |        |        |        |
| Palermo                             | Aeropuerto de Palermo-Punta Raisi                               | easyJet Europe (Estacional) / Transavia                                           |        |        |        |
| Pisa                                | Aeropuerto de Pisa                                              | easyJet Europe                                                                    |        |        |        |
| Roma                                | Aeropuerto de Roma-Fiumicino                                    | easyJet Europe / Transavia / Vueling / Wizz Air                                   |        |        |        |
| Salerno                             | Aeropuerto de Salerno Costa d'Amalfi                            | Vueling (Estacional)                                                              |        |        |        |
| Turín                               | Aeropuerto de Turín-Caselle                                     | Volotea                                                                           |        |        |        |
| Venecia                             | Aeropuerto Internacional Marco Polo                             | easyJet Europe                                                                    |        |        |        |
| Verona                              | Aeropuerto de Verona-Villafranca                                | Volotea                                                                           |        |        |        |
| Malta                               |                                                                 |                                                                                   |        |        |        |
| Malta                               | Aeropuerto Internacional de Malta                               | KM Malta Airlines / Transavia                                                     |        |        |        |
| Moldavia                            |                                                                 |                                                                                   |        |        |        |
| Chisináu                            | Chisináu                                                        | Transavia (Estacional)                                                            |        |        |        |
| Montenegro                          |                                                                 |                                                                                   |        |        |        |
| Podgorica                           | Aeropuerto de Podgorica                                         | Transavia (Estacional)                                                            |        |        |        |
| Tivat                               | Aeropuerto de Tivat                                             | Transavia (Estacional)                                                            |        |        |        |
| Noruega                             |                                                                 |                                                                                   |        |        |        |
| Bergen                              | Aeropuerto de Bergen-Flesland                                   | Transavia                                                                         |        |        |        |
| Tromsø                              | Aeropuerto de Tromsø-Langnes                                    | Transavia (Estacional)                                                            |        |        |        |
| Países Bajos                        |                                                                 |                                                                                   |        |        |        |
| Ámsterdam                           | Aeropuerto de Ámsterdam-Schipol                                 | Transavia                                                                         |        |        |        |
| Polonia                             |                                                                 |                                                                                   |        |        |        |
| Cracovia                            | Aeropuerto de Cracovia-Juan Pablo II                            | LOT Polish Airlines                                                               |        |        |        |
| Varsovia                            | Aeropuerto de Varsovia-Chopin                                   | Wizz Air                                                                          |        |        |        |
| Portugal                            |                                                                 |                                                                                   |        |        |        |
| Faro                                | Aeropuerto de Faro                                              | easyJet Europe / Transavia                                                        |        |        |        |
| Funchal                             | Aeropuerto de Madeira                                           | Transavia (Estacional)                                                            |        |        |        |
| Lisboa                              | Aeropuerto de Lisboa                                            | TAP Air Portugal / Transavia / Vueling                                            |        |        |        |
| Oporto                              | Aeropuerto de Oporto-Francisco Sá Carneiro                      | easyJet Europe (Estacional) / TAP Air Portugal / Transavia / Vueling              |        |        |        |
| Reino Unido                         |                                                                 |                                                                                   |        |        |        |
| Edimburgo                           | Aeropuerto de Edimburgo                                         | Transavia (Estacional)                                                            |        |        |        |
| Londres                             | Aeropuerto de Londres-Gatwick                                   | Vueling                                                                           |        |        |        |
| Londres                             | Aeropuerto de Londres-Heathrow                                  | Vueling                                                                           |        |        |        |
| Southampton                         | Aeropuerto Internacional de Southampton                         | easyJet (Estacional)                                                              |        |        |        |
| República Checa                     |                                                                 |                                                                                   |        |        |        |
| Praga                               | Aeropuerto de Praga                                             | Transavia / Vueling                                                               |        |        |        |
| Suecia                              |                                                                 |                                                                                   |        |        |        |
| Estocolmo                           | Aeropuerto de Estocolmo-Arlanda                                 | Transavia                                                                         |        |        |        |
| Luleå                               | Aeropuerto de Luleå                                             | Transavia (Estacional) / Vueling (Estacional)                                     |        |        |        |
| Suiza                               |                                                                 |                                                                                   |        |        |        |
| Ginebra                             | Aeropuerto Internacional de Ginebra                             | easyJet                                                                           |        |        |        |
| Oceanía                             |                                                                 |                                                                                   |        |        |        |
| Polinesia Francesa                  |                                                                 |                                                                                   |        |        |        |
| Papeete                             | Aeropuerto Internacional Faa'a                                  | French Bee                                                                        |        |        |        |

## Transporte terrestre

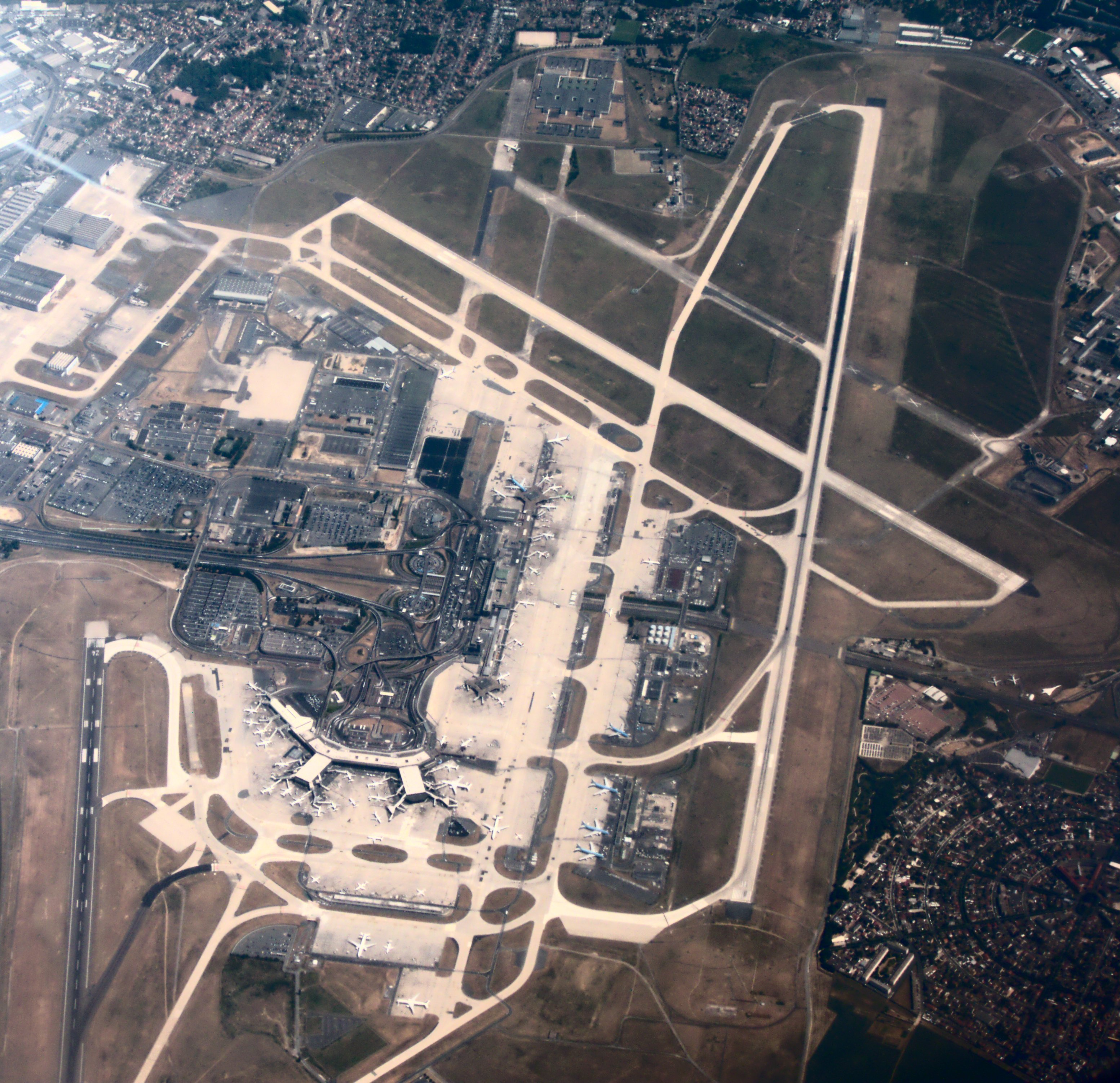
Vista aérea del aeropuerto.

### Tren
- El Aeropuerto de Orly está comunicado con la estación Pont de Rungis por el autobús “Paris par le train”. En esta estación es posible tomar la línea C de RER para llegar al centro. El tiempo total de trayecto es de unos 35 minutos, ahí mismo se podrá tomar los servicios TGV inOui y Ouigo.
- El tren Orlyval comunica el Aeropuerto de Orly con la estación de RER Antony, donde para la línea B. El tiempo total de trayecto desde el aeropuerto al centro es de unos 33 minutos.
- Las líneas 7 y 9 del tranvía de París unen el aeropuerto con el centro de París, vía las estaciones de Villejuif - Louis Aragon o Porte de Choisy.
- La línea 14 del metro de París comunica el Aeropuerto de Orly con la estación de Saint-Denis-Pleyel, donde para la línea 13 del metro. El tiempo total de trayecto desde el aeropuerto al centro es de unos 25 minutos.

### Autobús

#### Autobuses urbanos
- Línea 292: Llega hasta el Mercado Internacional Rungis.

### Automóvil
El aeropuerto de Orly está conectado a la autovía A106.

## Aeropuertos cercanos
Los aeropuertos más cercanos son:
- Aeropuerto de París-Charles de Gaulle (34 km)
- Aeropuerto de Beauvais-Tillé (82 km)
- Aeropuerto de Ruan (112 km)
- Aeropuerto de Albert (140 km)
- Aeropuerto de Deauville St. Gatien (174 km)